# Тайе Селаси
Тайе Селаси (на английски: Taiye Selasi) е британско-американска фотографка, преводачка и писателка на произведения в жанра драма и фентъзи.

## Биография и творчество
Тайе Селаси е родена на 2 ноември 1979 г. в Лондон, Англия, в семейството на нигерийка и ганаец, лекари. Има сестра близначка. Родителите ѝ се разделят, докато е още бебе. Израства в Бруклайн близо до Бостън, впоследствие живее в Ню Йорк, Рим и Берлин. Получава бакалавърска степен с отличие по американистика в Йейлския университет и магистърска степен по международни отношения в Нюфийлд Колидж на Оксфордския университет. Работи в телевизионна продукция, преди да се посвети на художествена литература, писането на сценарии и фотографията.
През 2005 г. алтернативното американско списание „LiP“ публикува есето ѝ „Bye-Bye, Babar (Or: What is an Afropolitan?)“ (Чао-чао, Бабар, или: Какво е афрополит?), което въвежда термина за ново поколение африканци в световен мащаб. Същата година се запознава с писателката Тони Морисън, която ѝ дава срок да напише роман. Резултатът е новелата „Сексуалният живот на африканските момичета“, публикувана в списание „Гранта“ през 2011 г. и е включена в сборника „Най-добрите американски разкази на 2012 г.“.
Първият ѝ роман, „Отивам си е възвратен глагол“, е издаден през 2013 г. Oригиналното заглавие на романа, „Ghana Must Go“, е с исторически корени. През седемдесетте години в Нигерия има икономически бум от добива на петрол и един милион ганайци емигрират в Нигерия в търсене на по-добър живот, но през на 80-те отношенията между страните се влошават и напрежението между местни и емигранти ескалира до случаи на насилие. Затова през 1983 г. нигерийското правителство обявява незабавна експулсация на имигрантите, а местните доволно скандират „Ghana Must Go“ (Гана, върви си!) и фразата остава в историята като популярен лозунг на ксенофобските настроения. Романът е определен за „изящна поезия“ и „зашеметяващ дебют“ и влиза в класациите за „Топ 10 на най-добрите книги на годината“ на „The Economist“ и „Wall Street Journal“.
Тайе Селаси живее със семейството си в Лисабон.

## Произведения

### Самостоятелни романи
- Ghana Must Go (2013)
Отивам си е възвратен глагол, изд.: „Жанет 45“, Пловдив (2018), прев. Бистра Андреева
- Generations (2016)

### Новели и разкази
- The Sex Life of African Girls (2011)
Сексуалният живот на африканските момичета, сп. „Granta България“ (2012), прев. Мариана Панова
- Driver (2013)
- Aliens of Extraordinary Ability (2014)
- Brunhilda in Love (2016)